# ミゾカクシ
 ミゾカクシ （溝隠、Lobelia chinensis）は、キキョウ科ミゾカクシ属の雑草。和名は、溝を隠すほど茂ることから付けられた。また、田の畦に筵を敷いたように生える様子からアゼムシロ（畦筵）ともいう。

## 特徴
湿った場所に生える多年草。茎は細くて横に這い、節ごとに葉をつけ、根を下ろす。
葉は互生、間隔を置いて付き、長さ1-2cmで狭い披針形、葉柄はなく、縁には低い鋸歯がある。葉は黄緑でのっぺりしており、主脈以外は目立たない。
花は6-10月、葉柄から出る花茎は1.5-3cmで立ち上がり、先端に一つ花をつける。花は径1cmほど、唇形花で上二弁と下三弁に分かれ、下三弁はくるりと外へ巻く。花は白から薄い紫を帯びる。

## 分布と生育環境
日本では北海道から琉球まで分布し、日本国外では中国、インド、マレーシアに分布する。湿地に多く、特に水田周辺ではよく見かける、水田雑草の一つである。
欧米ではグラウンドカバーとして利用される。

## 漢方薬
中国医学では漢方薬の基本となる50種の薬種の一つである（半辺蓮）。夏に採取したものを洗浄、乾燥させたものを用いる。腫瘍や毒蛇の咬傷、利尿剤として用いられる。

## 近縁種
サワギキョウ L. sessilifolia Lamb.
1mにもなる直立する多年草。
タチミゾカクシ L. dopatrioides Kurz var. cantonensis (Danguy) W.J. de Wilde & Duyfjes（シノニム: L. hancei H.Hara (sv) ）
九州から琉球列島、東南アジアに見られる。
マルバハタケムシロ L. loochooensis Koidz.
奄美大島と久米島に特産で見られる。